# 주 성왕

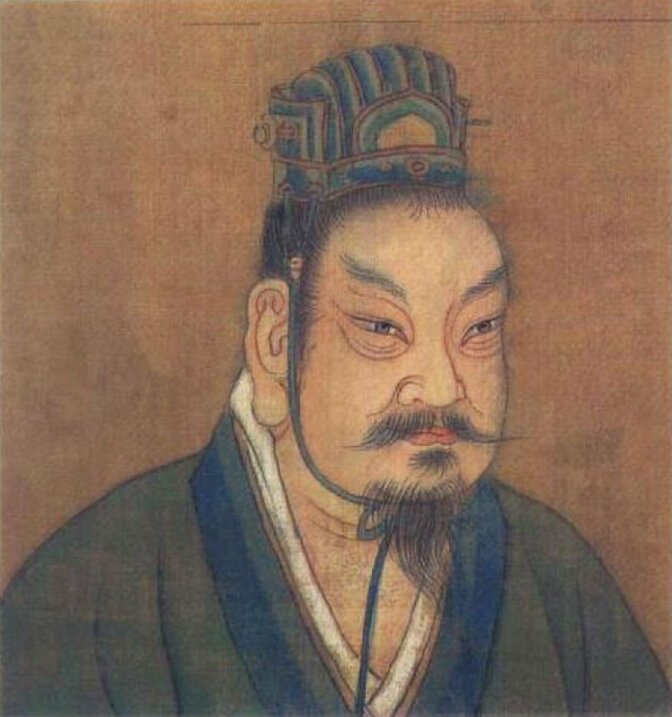

주 성왕(周 成王)은 주나라의 제2대 왕이다. 성은 희(姬), 이름은 송(誦)이다. 주 무왕의 아들이다.

## 사적
역성혁명 후 불과 2년 만에 사망한 아버지 주 무왕(周 武王)의 뒤를 이어 즉위하였다. 당시에는 아직 주의 정치체제는 안정되지 않았고 상나라의 제신(주왕)의 아들 무경 녹보와 녹보의 감독 · 보좌를 맡은 무왕의 동생들이 연합한 삼감의 난이 일어나 국정은 지극히 불안정했다. 주 성왕 송이 즉위 했을 때는 아직 어렸으므로 실제 정무는 어머니 읍강왕후, 숙부 주공 단(周公旦), 태공망 강상, 소공 석(召公奭; 연나라의 개조)등이 후견했다고 생각된다. 차대인 주 강왕까지가 주나라의 확립기였다(성강의 치).
| 전 임 아버지 무왕 발 | 제2대 주나라의 왕 | 후 임 아들 강왕 쇠 |